# Zeche Jacobi
Die Zeche Jacobi war ein Steinkohlenbergwerk in Oberhausen-Osterfeld. Das Bergwerk ist benannt nach dem Kommerzienrat Hugo Jacobi. Das Bergwerk hat eine 65-jährige Geschichte und war davon über 60 Jahre in Betrieb.

## Geschichte

### Planung
Anfang des 20. Jahrhunderts plante die Gutehoffnungshütte die umfangreiche Erschließung der vorhandenen Grubenfelder Oberhausen und „Neu-Oberhausen“. Für das Feld „Neu-Oberhausen“ war der Neubau einer eigenständigen Schachtanlage geplant. Aus diesem Grund wurde im Jahr 1905 im Ortsteil Klosterhardt der Ortschaft Osterfeld ein 220 Hektar großes Grundstück vom Grafen von Westerholt erworben. Auf dem erworbenen Grundstück sollte die Musteranlage Jacobi Schächte erbaut werden. Die Anlage war für eine tägliche Förderung von 5000 Tonnen Steinkohle geplant. Bei der Planung sollten spätere Erweiterungen mitberücksichtigt werden. Dies war erforderlich, um bei einer späteren Erweiterung das architektonische Gesamtbild nicht zu zerstören. Des Weiteren sollte auf einem firmeneigenen Gelände die Kolonie Jacobi gebaut werden. Die Projektierung und Ausführung dieses Bauvorhabens wurde der neu gegründeten Gewerkschaft des Steinkohlenbergwerks Oberhausen übertragen. Diese Gesellschaft war 1904 gegründet worden und war eine Tochtergesellschaft der Gutehoffnungshütte. Die Konzeption der Bebauung wurde nach einem Architekturwettbewerb an den Architekten Carl Weigle in Stuttgart vergeben. Dieser plante die Doppelschachtanlage mit schlossartig angeordneten Betriebsgebäuden und darauf ausgerichteten Fördergerüsten. Allerdings konnte der Gebäudekomplex aufgrund des Arbeitskräftemangels und der Materialknappheit während des Ersten Weltkriegs nicht vollständig errichtet werden, daher wurden die Schachthalle, das Fördermaschinenhaus für Schacht 1, das Fördergerüst und die Werkstatt zunächst nicht gebaut. Jedoch wurden die Gebäude überwiegend bis 1920 erstellt. Der Gebäudekomplex erhielt später den Beinamen „Versailles des Ruhrgebietes“. Die Werkssiedlung wurde ebenfalls auf das Hauptportal der Zeche ausgerichtet.

### Die Errichtung des Bergwerks
Im Jahr 1910 wurde von der Zeche Vondern aus mit den Aufschlussarbeiten des Feldes Neu-Oberhausen begonnen. Hierzu wurde zunächst eine Strecke von der Zeche Vondern aufgefahren. Noch im gleichen Jahr wurden auf dem zukünftigen Zechengelände an der heutigen Straße im Fuhlenbrock die Vorbereitungen für das Abteufen der Schächte getroffen. Im Jahr 1911 wurde mit dem Abteufen des Schachtes 2 begonnen. Der Schacht hatte einen lichten Durchmesser von sechs Metern und wurde im Gefrierverfahren erstellt. Im selben Jahr ging die Werksbahn zwischen den Bergwerken Jacobi und Osterfeld in Betrieb. Die Gleise hatten eine Länge von 3000 Metern, der Höhenunterschied zwischen beiden Bergwerken betrug 34 Meter. Im Januar des Jahres 1912 trennte die Gutehoffnungshütte eine 6,6 km2 große Teilfläche ihres Grubenfeldes Neu-Oberhausen ab. Die abgetrennte Teilfläche wies die GHH der entstehenden Zeche Jacobi als Baufeld zu. Am 29. Februar desselben Jahres erfolgte der erste Spatenstich für den Schacht 2. Im Zeitraum vom 16. April bis zum 11. Juni des Jahres 1912 kam es im Schacht 2 zu einem Wassereinbruch. Aus diesem Grund mussten die Teufarbeiten im Schacht 2 unterbrochen werden. Zur gleichen Zeit begannen die Gefrier- und Teufarbeiten für den Schacht 1. Auch beim Schacht 1 betrug der lichte Durchmesser der Schachtscheibe sechs Meter.
Im Jahr 1913 erreichte man in Schacht 2 bei einer Teufe von 289 Metern das Karbon. Als erstes Flöz wurde das Flöz F erschlossen, das eine Mächtigkeit von 1,2 Metern hatte. Noch im selben Jahr wurde bei einer Teufe von 341 Metern (− 262 m NN) die 1. Sohle und bei einer Teufe von 445 Metern (− 365 m NN) die 2. Sohle angesetzt. Beide Sohlen waren bereits von der Zeche Vondern aufgefahren worden. Bis zu einer Teufe von 150 Metern wurden die Schächte mit Tübbingen versehen. Ab 150 Meter wurde als Schachtausbau eine doppelsteinige Schachtmauerung verwendet. Bei einer Teufe von 540 Metern wurden in beiden Schächten die Teufarbeiten eingestellt. Zunächst wurde nur Schacht 2 mit einem Fördergerüst versehen. Es wurden zwei dampfgetriebene Fördermaschinen installiert. Eine Fördermaschine erhielt als Seilträger eine Treibscheibe, die andere Fördermaschine erhielt eine Fördertrommel. Für Schacht 1 fehlte das nötige Material, dieser, wurde lediglich offen gehalten und erhielt als Wetterschacht einen Grubenlüfter und eine Befahrungsanlage. Da die drei Zechen Oberhausen, Vondern und Jacobi untertägig über zwei Sohlen miteinander verbunden waren und da es in den drei Baufeldern nur relativ geringe Zuflüsse von Grubenwasser gab, konnten die Zechen über eine zentrale Wasserhaltung entwässert werden.

### Die ersten Betriebsjahre
Noch im Jahr 1913 wurde mit der Förderung begonnen. Unter Tage erfolgte die Gewinnung mittels Sprengarbeit und Handvollversatz. Zur Streckenförderung in den Hauptförderstrecken wurden Grubenpferde eingesetzt. Bereits ab Mai des Jahres 1914 wurden in der Streckenförderung Grubenlokomotiven mit Druckluftantrieb benutzt. Mit Ausbruch des Ersten Weltkrieges und der damit verbundenen Mobilmachung wurden auch viele Bergleute innerhalb kurzer Zeit zum Kriegseinsatz eingezogen. Auch auf der Zeche Jacobi kam es durch den Ersten Weltkrieg zu einem drastischen Belegschaftsrückgang. Die restlichen auf dem Bergwerk verbliebenen Bergleute verfuhren fast jede Woche sieben Schichten. Durch diesen Einsatz kam es auf der Zeche Jacobi zu keinerlei Produktionsausfällen. Da der Bedarf an Hüttenkoks im Laufe des Ersten Weltkriegs stark anstieg, plante die GHH im Jahr 1916, eine Kokerei auf dem Werksgelände der Zeche Jacobi zu errichten. Im Jahr 1917 löste sich die Gewerkschaft Jacobi auf und übertrug alle Rechte und Verbindlichkeiten auf die Gutehoffnungshütte. Vom 29. Januar bis zum 1. Februar des Jahres 1918 beteiligte sich die Belegschaft der Zeche Jacobi am Generalstreik für den Frieden. 1918 wurde ferner auf dem Gelände der Schachtanlage eine Kokerei mit einer Kohlenwertstoffgewinnungsanlage errichtet. Die Koksofenbatterie bestand aus 80 Großkammeröfen. Mit der Kohlenwertstoffgewinnungsanlage konnte man nun auch Ammoniak und Benzol herstellen. Vom 14. Dezember bis zum 20. Dezember des Jahres 1918 legte die Belegschaft der Zeche Jacobi die Arbeit nieder und fuhr nicht an. Mit dieser Arbeitsniederlegung wollten die Bergleute eine bessere Bezahlung und die 7,5-Stunden-Schicht durchsetzen. Auch in der nachfolgenden Zeit kam es immer wieder zu erneuten tagelangen Arbeitsniederlegungen durch die Bergleute. Am 25. Oktober des Jahres 1919 wurde infolge dieser Maßnahmen der Bergleute der erste Tarifvertrag im Ruhrbergbau rechtskräftig. Die Schichtzeit unter Tage wurde durch den Tarifvertrag auf sieben Stunden begrenzt. Im April des Jahres 1920 wählte die Belegschaft des Bergwerks ihre erste Arbeitnehmervertretung. Ab August desselben Jahres wurden in der Streckenförderung keine Grubenpferde mehr eingesetzt, stattdessen wurden 21 druckluftgetriebene Lokomotiven verwendet. Über Tage wurde im selben Jahr das Fördermaschinengebäude für den Schacht 1 fertiggestellt.

### Ausbau der Schachtanlage
Im Jahr 1921 wurde der Wetterschacht 2 tiefer geteuft. Auf der 2. Sohle wurde eine Strecke zur Zeche Franz Haniel aufgefahren. Unter Tage wurde die Fahrung mittels Personenzug eingeführt. Im Jahr 1923 wurde im Schacht 2 bei einer Teufe von 580 Metern (- 499 m NN) die 3. Sohle angesetzt. Aufgrund einer Verordnung der belgischen Besatzungskräfte aus dem Jahr 1923 durften weder Koks noch Kohle und andere Hüttenerzeugnisse in nicht besetzte Gebiete ausgeführt werden. Dafür wurden übertägig mehrere Verbindungswege abgesperrt. Im Jahr 1924 erfolgte auf der 2. Sohle der Durchschlag mit dem Schacht 1 der Zeche Franz Haniel. Um die Gute Hoffnungshütte aber weiter mit Koks zu versorgen, wurden von der Zeche Jacobi aus über diese untertägige Verbindungsstrecke zwischen den Zechen Jacobi und Oberhausen täglich 500 Tonnen Koks transportiert. Von der Zeche Oberhausen wurde der Koks über die Werksbahn bis zu Hütte transportiert. Ab der Mitte der 1920er Jahre kam es im Ruhrkohlenbergbau verstärkt zu Konsolidationen. Hiermit sollte der Bergbau mit den zur Verfügung stehenden Mitteln so kostengünstig wie nur möglich betrieben werden. Außerdem wurden die Bergwerke durch eine verstärkte Mechanisierung leistungsfähiger gemacht. Auch auf der Zeche Jacobi wurde verstärkt modernisiert und verbesserte Techniken eingeführt. In den Streben wurden Abbauhämmer und Schrämmaschinen für die Gewinnung der Kohle eingesetzt. Die versuchsweise eingesetzten Pressluft-Kohlenhacken konnten sich in der Gewinnung nicht gegen die Gewinnung mittels Abbauhammer durchsetzen. Anstelle der bis dahin üblichen hölzernen Grubenstempel wurden Stahlstempel eingesetzt. Aufgrund der neuen Gewinnungstechniken wurden die Abbaugeschwindigkeiten gesteigert. Um dies besser auszuschöpfen, wurde von Vollversatz auf Blasversatz umgestellt. Die Abbaugeschwindigkeit konnte dadurch auf 1,5 Meter pro Tag gesteigert werden. Der Blasversatz hatte auch gleichzeitig den Vorteil, dass die Haldenkosten reduziert werden konnten. Am 25. September des Jahres 1925 brachen im Schacht Haniel 2 beim Ziehen der Gefrierrohre einige Tübbingelemente. Dadurch kam es zum Verbruch des Schachtstoßes, wodurch sich große Mengen Schlamm und Wasser in den Schacht ergossen. Diese Massen strömten, nachdem der Schachtsumpf vollgelaufen war, über die 2. Sohle zur Zeche Jacobi. Auf der Zeche Jacobi soffen alle Grubenbaue ab, die sich unterhalb der 2. Sohle befanden. Durch den Verbruch stürzten auch viele Holz- und Eisenteile in den Schacht Franz Haniel. Dadurch wurde der in den Schacht eindringende Schwimmsand aufgestaut, sodass der Wasserzufluss in Richtung Zeche Jacobi versiegte. Hierdurch war es der Grubenwehr möglich, einen druckfesten Wasserdamm auf der 2. Sohle zu erstellen, der die Zeche Jacobi schützte. Bei dieser betrieblichen Störung kamen keine Bergleute zu Schaden. Im November des Jahres wurde beim Abbau der Kohle der erste Streb mit Strebbruchbau in Betrieb genommen. Um diese neue, aus England stammende, Versatztechnik zu verwenden, bedurfte es einer Ausnahmegenehmigung durch die Bergbehörde. Der Strebausbau dieses Strebes bestand aus Stahlstempeln, auf die Holzkappen aufgelegt wurden. Der Streb erreichte durch diesen Ausbau, trotz einer Höhe von nur einem Meter, eine Abbaugeschwindigkeit von zwei Metern pro Tag. Ab dem Jahr 1927 wurden unter Tage Grossbetriebe eingeführt. Dadurch war es möglich, die Förderung auf wenige Abbaubetriebe zu konzentrieren und auch im verstärkten Maß Maschinen einzusetzen. Zur Gewinnung der Kohlen wurden Schrämmaschinen eingesetzt, hier wurden zunächst Stangenschrämmaschinen verwendet. Die Gewinnung mittels Abbauhammer ging zurück. Durch die Reduzierung der Sprengarbeit in den Abbaubetrieben konnten die Unfallzahlen gesenkt werden.
In den Jahren 1930 und 1931 kam es auf der Zeche Jacobi zu einer Verschlechterung des Kohlenabsatzes. Da die Absatzkrise auch durch Feierschichten nicht in den Griff zu bekommen war, wurden von der GHH mehrere Maßnahmen zur Betriebseinschränkung beschlossen, die der Stabilisierung des Absatzes dienen sollten. Am 1. April des Jahres 1931 wurde die Kokerei stillgelegt. Nachdem die Zechen Oberhausen und Hugo stillgelegt worden waren, dies aber auch nicht zum gewünschten Erfolg führte, beschloss der GHH-Vorstand, die Zechen Jacobi und Vondern zu einem Verbundbergwerk zusammenzulegen. Am 1. Februar des Jahres 1932 wurde die stillgelegte Zeche Vondern an die Zeche Jacobi angeschlossen. Der Abbau erfolgte auch weiterhin im Feld Vondern. Am 1. Oktober desselben Jahres wurde der Tagesbetrieb der Zeche Vondern stillgelegt. Die beiden Schächte der Zeche Vondern blieben für die Bewetterung weiterhin geöffnet. Diese Anpassungsmaßnahmen, die durch die Weltwirtschaftskrise notwendig wurden, führten zum Ausbau der Zeche Jacobi zur Großschachtanlage. Außerdem wurde durch die Zusammenlegung der beiden Bergwerke die Betriebspunktleistung der fünf Abbaubetriebe auf durchschnittlich 740 Tonnen pro Tag gesteigert. Die Mann- und Schichtleistung konnte auf 2,11 Tonnen gesteigert werden. Unter Tage wurden für die Gewinnung leistungsfähige Kettenschrämmaschinen eingesetzt, diese verdrängten aufgrund ihrer höheren Leistungsfähigkeit die Stangenschrämmaschinen. Der Antrieb der Maschinen erfolgte weiterhin mit Druckluft. Die hereingewonnenen Kohlen wurden mittels Schüttelrutsche und Gurtbändern bis zur Ladestelle gefördert. In den Blindschächten wurden die Kohlen nicht mehr mittels Wagenförderung zur 110 Meter höheren Fördersohle gefördert, sondern über einen Seigerzellenförderer, das ist ein Becherwerk, hinauf gefördert. Außerdem wurden zu diesem Zeitpunkt die ersten elektrischen Betriebsmittel eingesetzt. So wurden die Beleuchtungsanlagen und die Antriebe der Gurtförderer elektrifiziert. Am 20. Oktober des Jahres 1934 wurde die Kokerei wieder in Betrieb genommen. Im Jahr 1936 wurden verbesserte persönliche Schutzausrüstungsgegenstände für die Bergleute eingeführt. Es wurden verstärkt Sicherheitsschuhe und Lederhelme gekauft und verbilligt an die Bergleute weiterverkauft. Durch diese Maßnahme wurden die alten Schlapphüte und Dachschuhe in der Grube nicht mehr verwendet. Im Jahr 1937 kam das Bergwerk mit seiner täglichen Kohleförderung an die maximale Kapazitätsgrenze des Schachtes 2. Aus diesem Grund beschloss man, den Schacht 1 zum Förderschacht für die Kohleförderung auszubauen und die Tagesanlagen zu erweitern. 1938 wurde Schacht 1 weiter ausgebaut, bei einer Teufe von 680 Metern (- 600 m NN) wurde die 4. Sohle angesetzt.

### Der Zweite Weltkrieg
Am 1. April des Jahres 1939 trat die sogenannte "Göring-Verordnung" in Kraft, aufgrund derer die Arbeitszeiten unter Tage auf 8¾ und über Tage auf 9¾ Stunden verlängert wurden. Im August desselben Jahres ging im Schacht 1 eine neue Treibscheibenförderung mit Förderkörben in Betrieb. Die Fördermaschine war mit Dampffördermaschine ausgerüstet, die eine Leistung von 3600 PS hatte. Da diese Maschine zusätzlichen Dampf benötigte, wurde auch noch ein neues Kesselhaus mit zwei Wanderrostkesseln in Betrieb genommen. Im September des Jahres 1939 wurden alle Wehrpflichtigen zum Kriegsdienst einberufen. Dies führte dazu, dass es auch auf der Zeche Jacobi zu einem Arbeitskräftemangel kam. Um diesen in Grenzen zu halten, stellte die Werksleitung für die Bergleute Unabkömmlichkeits-Anträge. Dadurch gelang es in den ersten Kriegsmonaten, die Belegschaftsreduzierung etwas abzumildern. Da der Bedarf an Koks aufgrund des wirtschaftlichen Aufschwungs weiter anstieg, entschloss sich der Vorstand der GHH, auf der Kokerei Jacobi eine weitere Koksofenbatterie in Betrieb zu nehmen. Diese Koksofenbatterie wurde im Jahr 1939 in Betrieb genommen. Mit der neuen Koksofenbatterie konnte der Ausstoß an Koks täglich um 1320 Tonnen erhöht werden. Im Jahr 1940 entschied der Vorstand der GHH, die überaltete Batterie 1 der Kokerei technisch modernisieren zu lassen. Mit den Arbeiten wurde noch im selben Jahr begonnen. Im Jahr 1941 wurde im Schacht 1 bei einer Teufe von 814 Metern (- 734 m NN) die 5. Sohle, auch 800-Meter-Sohle genannt, angesetzt. In der Mitte desselben Jahres wurde die modernisierte Koksofenbatterie in Betrieb genommen. Außerdem wurde in diesem Jahr eine Gichtgasleitung zwischen den Kokereien Jacobi und Osterfeld errichtet. Die Rohrleitung hatte einen Durchmesser von 2500 Millimeter und wurde parallel zur Werksbahntrasse verlegt. Über die Leitung sollten die Koksofenbatterien der Kokerei Jacobi mit dem im Gasometer am Rhein-Herne-Kanal gespeicherten Gichtgas versorgt werden.
Im Verlauf des Krieges machte sich der Verlust gut ausgebildeter Fachkräfte immer stärker bemerkbar. Insbesondere im Bereich der Steiger zeichnete sich ein deutlicher Bedarf ab. Um das Ausbildungsdefizit der unter Tage eingesetzten Kriegsgefangenen, die entweder nur eine schlechte oder teilweise gar keine bergmännischen Kenntnisse hatten, ausgleichen zu können, wäre hier eine höhere Aufsichtsdichte erforderlich gewesen. Da man in so kurzer Zeit keine weiteren Steiger an den Bergschulen ausbilden konnte, wurden auf der Zeche Fahrhauerkurse durchgeführt. Hier wurden erfahrene Bergleute zu Fahrhauern ausgebildet und als Betriebspunktaufsichten eingesetzt. Im Jahr 1942 ging der erste Streb, der mit einer neuartigen Gewinnungsmaschine ausgerüstet war, in die Gewinnung. Die Maschine wurde von der Firma Eickhoff erstellt und als Eiserner Heinrich bezeichnet. Ab dem Herbst desselben Jahres wurden an der Harkortstraße sieben Kriegsgefangenenlager errichtet, in denen sowjetische Kriegsgefangene untergebracht wurden. Die Kriegsgefangenen wurden zum Arbeitseinsatz unter Tage herangezogen. In den 1940er Jahren wurde eine Bahnstrecke zwischen dem Bahnhof Bottrop-Nord und der Zeche Jacobi begonnen, aus unbekannten Gründen wurde dieses Projekt jedoch nicht beendet. Im Jahr 1944 wurde ein Pachtvertrag mit der Zeche Franz Haniel geschlossen, der den Abbau im Feld Franz Haniel sicherte. Im selben Jahr wurden am 30. November bei einem Bombenangriff das Magazin und die Lampenstube durch eine Fliegerbombe zerstört. Da die Bergleute nicht ohne Grubenlampe anfahren konnten, hatte dies auch Auswirkung auf die Produktion. Der Betrieb der Zeche Jacobi musste danach zeitweise eingestellt werden. Nachdem die Lampenstube auf der 2. Sohle installiert worden war, konnten die Bergleute wenige Tage später wieder ihre Arbeit aufnehmen. Am 24. März des Jahres 1945 wurde bei einem erneuten Bombenangriff das Kraftwerk Sterkrade schwer beschädigt, dadurch wurde die Förderung auf der Zeche Jacobi ein weiteres Mal lahmgelegt. Am 30. März desselben Jahres wurde das Bergwerk durch amerikanische Truppen besetzt. Trotz der beiden Bombenangriffe waren die Betriebsanlagen der Zeche Jacobi zu diesem Zeitpunkt weitestgehend erhalten. Aufgrund des Ausfalls der Wasserhaltung stand jedoch das Grubenwasser in den Schächten bereits 50 Meter oberhalb der 5. Sohle. Am 11. Mai desselben Jahres nahm die Zeche Jacobi den Betrieb wieder auf.

### Die Jahre nach dem Zweiten Weltkrieg
Im Jahr 1946 bestand die Zeche Jacobi aus den Anlagen Jacobi 1/2 und Vondern 1/2. Bei Jacobi 1/2 war die tiefste Sohle die 5. Sohle, auch 800-Meter-Sohle genannt. Bei Vondern 1/2 lag die 5. Sohle im Schacht 2 bei 662 Metern. Die Hauptfördersohle war die 3. Sohle, die bei einer Teufe von 580 Metern lag. Im Februar desselben Jahres wurden die Schäden an der Lampenstube wieder repariert. Von nun an konnten die Bergleute ihre Grubenlampen wieder mit nach über Tage nehmen und mussten diese nicht auf der 2. Sohle lassen. Zu dieser Zeit waren sieben Abbaubetriebe in der Gewinnung, die Länge der Strebe lag zwischen 200 und 250 Metern. Pro Streb arbeiteten zwischen 30 und 40 Kohlenhauer und nahmen die Kohlenfront mittels Abbauhammer in Verhieb. In einigen Betrieben kamen Kettenschrämmaschinen zum Einsatz. In den Ortsvortrieben erfolgte die Förderung über leichte Schüttelrutschen. In den Strecken und den Abbaubetrieben konnte die elektrische Beleuchtung nicht genügend genutzt werden, da die notwendigen Glühlampen fehlten. Im Oktober desselben Jahres wurde von den britischen Besatzungsmächten die Göring Verordnung wieder aufgehoben und unter Tage wieder die acht-Stunden-Schicht eingeführt. Im Jahr 1948 wurde ein neues Magazin gebaut. In den Streben wurden nun Reibungsstempel und Stahlkappen eingesetzt, dadurch war es möglich, mit einer stempelfreien Abbaufront die Kohle zu gewinnen. Im Jahr 1949 wurde der erste Panzerförderer in einem Streb der Zeche Jacobi eingesetzt. Im Jahr 1951 wurde der erste Kohlenhobel auf der Zeche Jacobi eingesetzt. Im Jahr 1952 wurde der Schacht Vondern 2 bis zu einer Teufe von 680 Metern, dies entsprach dem Niveau der 4. Sohle Feld Jacobi, tiefer geteuft. In der Kohlenwäsche der Zeche Jacobi wurden die Kohlen der Zeche Franz mit aufbereitet. Der Grund für diese Maßnahme war, dass die Zeche Franz Haniel zu diesem Zeitpunkt über keine eigene Aufbereitungsanlage verfügt. Im Zuge der Zerschlagung der deutschen Montangesellschaften wurde im Jahr 1952 der Bergbaubesitz der Gutehoffnungshütte kraft Anweisung des Alliierten Kontrollrates in eine eigenständige Nachfolgegesellschaft umgewandelt. Im selben Jahr wurde die Kokerei der Zeche Jacobi um eine Batterie erweitert. Ab dem Jahr 1954 wurden auf der Zeche Jacobi keine Schüttelrutschen mehr eingesetzt. Im Jahr 1955 wurde die 4. Sohle Jacobi zur Hauptfördersohle. Im selben Jahr übernahm das neugebaute Kraftwerk Franz Haniel die Versorgung der Zeche Jacobi mit Dampf.
Im Jahr 1957 wurde die Nachfolgegesellschaft der GHH wieder in die Hüttenwerke Oberhausen AG (HOAG) integriert, die Rationalisierungsmaßnahmen zur Bewältigung der herrschenden Kohlekrise durchführte. Im Jahr 1956 wurden auf der 2. Sohle und auf 3. Sohle jeweils ein Durchschlag mit der Zeche Franz Haniel erstellt. In den Jahren bis 1959 kam es zu einer Verlagerung des Abbaus in größere Teufen. Aus diesem Grund entschloss sich die HOAG dazu, den Schacht Jacobi 1 mit einer Gefäßförderung auszurüsten, die die Kohlen ab der 5. Sohle abförderte. Ab dem Jahr 1959 erfolgte im Feld Jacobi im Schacht 1 die Förderung ab der 5. Sohle. Im darauffolgenden Jahr wurde die 5. Sohle zur Hauptfördersohle. Im Jahr 1960 wurde auf dem Bergwerk über Tage eine Grubenwarte in Betrieb genommen. Ab der Mitte desselben Jahres wurde über der alten Schachthalle eine neue Schachthalle errichtet. Im Schacht wurden die alten Spurlatten durch neue Stahlspurlatten ersetzt. Außerdem begannen zu diesem Zeitpunkt die Teufarbeiten für einen Rohkohlenbunker. Dieser Bunker hatte ein Fassungsvermögen von 1000 Tonnen Rohkohle. Zusätzlich wurden die Kipp- und Beladeeinrichtungen installiert. Im Jahr 1962 wurden die druckluftbetriebenen Grubenlokomotiven verschrottet. An ihrer Stelle werden auf der 3. Sohle und der 4. Sohle Diesellokomotiven eingesetzt. Im Jahr 1964 wurde ein Durchschlag mit Franz Haniel über einen Blindschacht erstellt. Ab Ende des Jahres 1964 wurden die beladenen Kohlenzüge am Schacht automatisch abgekuppelt und nach dem Entleeren wieder zu Leerzügen zusammengestellt. Außerdem wurden in diesem Jahr die Vorbereitungsarbeiten für den Zusammenschluss mit der Nachbarzeche Franz Haniel weiter fortgeführt. Da unter Tage immer weniger Waschberge benötigt wurden, wurden diese Berge im Laufe des Jahres überwiegend auf der Bergehalde Haniel deponiert. Am 1. Januar des Jahres 1965 wurde der Förderverbund mit der benachbarten HOAG-Zeche Franz Haniel geschaffen. Die Verbundschachtanlage betrieb im selben Jahr elf Strebe. Die Streckenauffahrung erfolgte konventionell, zum Laden des Haufwerks wurden Seitenkipplader und Schrapper eingesetzt. 1967 wurde der ausziehende Wetterschacht „Möller 5“ in Gladbeck übernommen. Als Verbundbergwerk „Jacobi/Franz Haniel“ ging die Zeche 1968 an die Ruhrkohle AG über. Das Bergwerk wurde in die Bergbau AG Oberhausen eingegliedert.

### Die letzten Jahre bis zur Stilllegung
Die Neubewertung der Restlebensdauer der Schachtanlagen der Ruhrkohle AG führte zu dem Entschluss, das Verbundbergwerk „Jacobi/Franz Haniel“ aufzuspalten. Der Förderstandort Zeche „Jacobi“ wurde 1974 stillgelegt. Die Zeche Franz Haniel wurde mit der Zeche Prosper zum Bergwerk Prosper-Haniel vereinigt. Die Jacobi-Schächte blieben bis 1977 als Wetterschächte in Betrieb. Danach wurden diese verfüllt und nachfolgend die Fördergerüste und Tagesanlagen abgebrochen. Die Kokerei wurde mit Fremdkohlen versorgt und blieb noch bis zum 30. Juni 1984 in Betrieb.

## Förderung und Belegschaft
Die ersten bekannten Förder- und Belegschaftszahlen stammen aus dem Jahr 1913, damals wurde mit 546 Bergleuten eine Förderung von 58.396 Tonnen Steinkohle erbracht. Bis zum Ausbruch des Ersten Weltkrieges stieg die Tagesförderung auf über 1000 Tonnen, die Belegschaftszahl betrug mittlerweile 1175 Bergleute. Im Jahr 1915 waren bereits 1308 Bergleute auf der Zeche beschäftigt. Diese Beschäftigten erbrachten eine Förderung von rund 417.231 Tonnen Steinkohle. Gegen Ende des Jahres 1915 waren auf der Zeche nur noch 1050 Bergleute beschäftigt. Trotz dieses Belegschaftsrückganges konnte die Förderung auf 1390 Tonnen pro Fördertag gesteigert werden. Im Jahr 1917 betrug die Belegschaftszahl 1410 Mann, darunter befanden sich 460 Kriegsgefangene. In diesem Jahr wurden 740.000 Tonnen Steinkohle gefördert. Im Jahr 1920 wurden 365.931 Tonnen Steinkohle gefördert. Diese Förderung wurde von 1715 Bergleuten erbracht. Die Förderung sank bis zum Jahresende 1920 arbeitstäglich auf 1100 Tonnen Steinkohle. Im Jahr 1925 wurden von 2655 Bergleuten 681.197 Tonnen Steinkohle gefördert. Im Jahr 1930 wurden von 2430 Bergleuten 789.000 Tonnen Steinkohle gefördert. Im Jahr 1934 wurde zum ersten Mal die Eine-Million-Marke überschritten. Von 1900 Bergleuten wurden arbeitstäglich fast 4000 Tonnen gefördert. Im Jahr 1935 wurden mit 2283 Bergleute 1.245.009 Tonnen Steinkohle gefördert. Im Jahr 1940 förderten 3471 Bergleute insgesamt 1.791.489 Tonnen Steinkohle. Im Zeitraum von 1940 bis 1943 stieg die Förderung jährlich bis auf über zwei Millionen Tonnen Steinkohle an. Um die Leistung zu steigern, wurden zusätzliche Sonn- und Feiertagsschichten, sogenannte Panzerschichten, verfahren. Außerdem stieg die Belegschaftszahl durch den Einsatz von Kriegsgefangenen von rund 3500 Bergleuten im Jahr 1940 auf über 5300 Mann im Jahr 1943 an. Gegen Ende des Jahres 1941 arbeiteten bereits 900 fremdsprachige Bergleute auf der Zeche Jacobi.
Die maximale Förderung des Bergwerks wurde im Jahr 1943 erbracht. In diesem Jahr wurde mit 5328 Bergleuten eine Förderung von 2.054.970 Tonnen Steinkohle erbracht. Die Mann- und Schicht-Leistung sank in diesem Jahr auf 1,76 Tonnen. Grund hierfür waren die schlechte Ernährung der Bergleute, die ungenügende Ausbildung und sprachliche Probleme. Von den 5328 Bergleuten waren 2840 ausländische Bergleute auf der Zeche beschäftigt, mehr als ein Viertel von ihnen waren Kriegsgefangene. Im Jahr 1945 wurden von 3105 Bergleuten eine Förderung von rund 605.000 Tonnen Steinkohle erbracht. Diese Förderung lag etwa in der Größenordnung von 1924. Im Jahr darauf stieg die Förderung von 2141 Tonnen pro Tag im Januar auf 3047 Tonnen pro Tag im Dezember. Dadurch wurde im Jahr 1946 eine Förderung von rund 693.000 Tonnen erzielt. Im Jahr 1948 sank die Förderung auf 800 Tonnen pro Tag ab. Im Jahr 1950 stieg die Förderung wieder auf 1.819.852 Tonnen Steinkohle. Diese Förderung wurde von 5304 Bergleuten erbracht. Im Jahr 1955 wurden von 4916 Bergleuten 1.803.192 Tonnen Steinkohle gefördert. Im Jahr 1960 wurde von 3800 Bergleuten eine Förderung von rund 1,25 Millionen Steinkohle erbracht. Im Jahr 1964 lag die Förderung bei 1.055.150 Tonnen, diese Förderung wurde von 2812 Bergleuten erbracht. Im Jahr 1965 wurde die maximale Förderung der Zeche Jacobi/Franz Haniel erbracht. Sie betrug 2.447.089 Tonnen und wurde von 5031 Bergleuten erbracht. Im Jahr 1970 wurde von 2620 Bergleuten eine Förderung von rund 2,23 Millionen Tonnen Steinkohle erbracht. Die letzten bekannten Förder- und Belegschaftszahlen des Bergwerks stammen aus dem Jahr 1973, es wurden mit 3055 Bergleuten 1.925.826 Tonnen Steinkohle gefördert.

## Heutiger Zustand
Von der begonnenen Bahnstrecke zwischen der Zeche Jacobi und dem Bahnhof Bottrop-Nord sind auch heute noch Spuren zu erkennen. An zwei der sieben Kriegsgefangenenlager an der Harkortstraße erinnert noch heute eine Gedenkstätte. Das Gelände der Zeche Jacobi ist restlos abgeräumt worden. Auf dem Gelände befindet sich ein öffentlicher Golfplatz. An seinem Eingang erinnert eine Gedenktafel mit einem dreidimensionalen Lageplan der HOAG an die Zeche Jacobi.
Darüber hinaus befindet sich ein Fußballplatz (SV Blau-Weiß Fuhlenbrock 1926) auf dem Gelände und der VC Bottrop 90 betreibt insgesamt 8 Beachvolleyballfelder auf Jacobi. Zurzeit wird ein Umbau der gesamten Sportanlage durch die Stadt Bottrop in Zusammenarbeit mit den Vereinen durchgeführt. Es wird ein Kunstrasenplatz entstehen, dadurch bedingt werden die Beachvolleyballplätze verlegt und neu gestaltet.